# Douglas County, Missouri
Douglas County är ett administrativt område i delstaten Missouri, USA, med 13 684 invånare. Den administrativa huvudorten (county seat) är Ava. 

## Geografi
Enligt United States Census Bureau har countyt en total area på 2 110 km². 2 110 km² av den arean är land och 10 km² är vatten. 

### Angränsande countyn
- Webster County - nordväst
- Wright County - nord
- Texas County - nordost
- Howell County - öst
- Ozark County - syd
- Taney County - sydväst
- Christian County - väst